# Tomasi Kulimoetoke II
Ne doit pas être confondu avec Tomasi Kulimoetoke Ier.
Tomasi Kulimoetoke II (né le 26 juillet 1918 et mort le 7 mai 2007) est un roi coutumier (Lavelua) d'Uvea (Wallis-et-Futuna) du 12 mars 1959 jusqu'à sa mort. Tomasi Kulimoetoke II est agriculteur et père de six enfants. Son règne de 48 ans est l'un des plus longs dans l'histoire de Wallis.

## Biographie

### Arrivée au pouvoir
Tomasi Kulimoetoke naît le 26 juillet 1918 à Ha'afuasia, dans le district de Hahake. C'est le fils de Iloai Lasalo et Telesia Tautu'u et il appartient à la lignée Takumasiva. Il devient premier ministre coutumier (kalae kivalu) le 11 décembre 1953, à la suite de la destitution de Kapeliele Tufele III. Il exerce cette fonction sous le règne de la reine Aloisia Brial pendant quatre ans. Le règne d'Aloisia Brial est marqué par l'instabilité et des tensions. « En raison de sa fermeté, que d’aucuns appellent autoritarisme, la reine est bientôt en butte à une forte opposition interne ». En 1957, la reine est âgée et Kulimoetoke, estimant qu'elle n'est plus apte à gouverner, la dépose. Néanmoins, le résident de France refuse l'abdication de la reine et Kulimoetoke démissionne le 16 octobre 1957. Tomasi Kulimoetoke s'allie alors avec l'ancien roi Pelenato Fuluhea pour faire tomber la reine. En novembre 1957, la reine Aloisia est mise en minorité par le conseil royal.
Dans le même temps, la Cinquième République est instaurée en France en 1958, ce qui réorganise les territoires d'outre-mer et possessions françaises. Le protectorat de Wallis-et-Futuna est devenu « archaïque » et le nouveau résident souhaite faire évoluer le statut du territoire. La reine Aloisia Brial s'y oppose fortement, et remet en question l'autorité française : « nous n'acceptons pas [...] que ce soit le résident qui commande ; nous refusons enfin de soumettre la désignation du roi à l'approbation du résident et du gouverneur à Nouméa, comme le prévoit le traité de 1910 ». Elle refuse également de céder un terrain pour la construction de l'aéroport de Hihifo, qui permettrait de désenclaver Wallis. Le résident décide alors de se mettre du côté de Pelenato Fuluhea et Tomasi Kuilmoetoke pour contrecarrer la reine. Finalement, le 12 septembre 1958, cette dernière démissionne et les pourparlers pour désigner un nouveau souverain démarrent. Choisi par les familles royales, Tomasi Kulimoetoke est intronisé Lavelua le 12 mars 1959.
Le 27 décembre de la même année a lieu le référendum sur le statut territorial de Wallis-et-Futuna, où la population s'exprime en grande majorité en faveur de la transformation du protectorat en territoire d'outre-mer français. Le lavelua participe aux négociations sur le statut territorial de Wallis-et-Futuna en 1961.

### Règne
Il est nommé chevalier de la Légion d'honneur en 1967, et promu commandeur de l'ordre national du Mérite en 1998.
En mars 1999, une cérémonie rassemblant près de 10 000 personnes célèbre les 40 ans de son règne.

### Crise coutumière wallisienne
En 2005, le vieux roi est pris dans une crise politique qui menace de plonger son royaume insulaire dans le chaos. Cette crise au sein des autorités traditionnelles oppose ses proches au camp dit des « rénovateurs », partisans d’une évolution de la coutume. La crise débute quand un petit-fils du roi d'Uvea, Tomasi Tuugahala, est condamné pour homicide involontaire après avoir tué un motocycliste en conduisant en état d'ivresse. Le petit-fils se réfugie au palais royal. Le roi résiste d'abord aux demandes d'arrestation de son petit-fils car les délais entre l'accident mortel et la sanction judiciaire ont été longs compte tenu que ce territoire est rattaché sur le plan judiciaire à la Nouvelle-Calédonie. Ce choix divise les familles aristocratiques, partagées entre le devoir traditionnel de solidarité familiale (envers le petit-fils et le roi) et celui de loyauté envers la puissance tutélaire française (l'économie du territoire dépend des aides de l'État et l'administration emploie de nombreuses personnes).
Fin septembre 2005, le conflit dégénère brutalement lorsque plusieurs centaines de partisans du lavelua, dont d’anciens militaires armés de fusils, de machettes et de bâtons de dynamite, organisent le blocus de l’île. Ils veulent empêcher l’arrivée de renforts de gendarmerie, en vue de l’intronisation d’un roi dans le camp des Rénovateurs au nord de l'île, au fale Pule'aga de Hihifo. En effet, les rénovateurs prévoient d'introniser Sosefo Mautamakia Halagahu. La menace nécessite l'arbitrage de Paris qui doit dépêcher un médiateur sur place. « Pour éviter les effusions de sang », ce médiateur « confirme la reconnaissance du roi par l'État ».

### Mort et succession
Tomasi Kulimoetoke II meurt le 7 mai 2007 à l'âge de 88 ans, et est enterré à Mata Utu. Son règne de 48 ans a été d'une longévité exceptionnelle (en moyenne, les rois règnent 5 ou 6 ans à Uvea). Son décès entraîne une période de deuil d'une semaine sur Wallis ainsi qu'une durée de recueillement de deux mois.
Kapeliele Faupala lui succède le 25 juillet 2008.

## Distinctions et décorations
- Commandeur de la Légion d'honneur en 2003[10], officier en 1993, chevalier en 1967.
- Commandeur de l'ordre national du Mérite en 1998[11].